# Martín Silva
Martín Andrés Silva Leites (Montevidéu, 25 de março de 1983) é um futebolista uruguaio que atua como goleiro. Atualmente defende o Libertad.

## Carreira

### Defensor Sporting
Martín Silva começou nas categorias de base do Defensor Sporting e se tornou profissional em 2002. Fez sua estreia na equipe principal com 19 anos, no dia 18 de agosto de 2002, em um triunfo por 1–0 sobre o Plaza Colonia no Estádio Luis Franzini, válido pelo Campeonato Uruguaio.
Foi goleiro reserva da equipe até 2006, quando se tornou titular com 22 anos, ganhando destaque disputando a Copa Libertadores da América nas temporadas de 2006 e 2007.
Em 2010, durante uma partida pela Copa Sul-Americana, contra o Independiente, na casa do adversário—o Estádio Libertadores da América—o goleiro foi agredido com uma pedra na cabeça, atirada por um torcedor. No entanto, o jogo continuou e o Defensor foi eliminado.
Ao todo pelo time uruguaio, Silva disputou 212 partidas.

### Olimpia

#### 2011
Em julho de 2011, o arqueiro assinou um contrato de quatro anos com o Olimpia. Fez sua estreia na equipe paraguaia no dia 3 de agosto de 2011, na vitória por 2–0 sobre o The Strongest no Defensores del Chaco, válida pela Copa Sul-Americana.
Foi campeão do Clausura de 2011, sendo um dos líderes da equipe em campo, e eleito o melhor goleiro da competição.

#### 2012
Em 2012, com grandes defesas em momentos decisivos, além da notada liderança, o goleiro definitivamente se tornou ídolo do clube, sendo chamado de Superman pela torcida.
Na penúltima rodada do Clausura de 2012, contra o Sol de América, Martín marcou um gol em uma cobrança de pênalti, sendo esse o seu único gol em toda a sua carreira. O gol deu a vitória por 1–0 para a equipe do Olimpia, e classificou o time para a Copa Libertadores da América do ano seguinte.

#### 2013
Em 2013, foi vice-campeão da Copa Libertadores da América e eleito o melhor goleiro entre os quatro semifinalistas da competição, sendo escolhido também o melhor goleiro da América pelo jornal El País.
Ao final do ano, rescindiu o seu contrato com o clube por problemas de atraso de salário. Ao todo pelo time paraguaio, o goleiro atuou em 96 partidas.

### Vasco da Gama

#### 2014
Em dezembro de 2013, foi anunciado como reforço do Vasco da Gama. Após problemas na sua regularização, estreou na 3ª rodada do Campeonato Carioca, quando o Vasco goleou o Friburguense por 6-0 em São Januário. Foi o goleiro menos vazado do campeonato estadual, sendo eleito o melhor goleiro da competição, ajudando o Vasco a chegar ao vice-campeonato.
Em março de 2014, o goleiro sofreu com problemas pessoais, pois sua filha Pilar nasceu prematura e com problemas respiratórios. Em razão disso, o goleiro foi liberado pelo clube para ir à Montevidéu acompanhar sua filha. Mesmo sem treinar, Martín Silva chegou ao Brasil e jogou contra o Fluminense, sendo escolhido o melhor em campo. Após a grande atuação, o jogador saiu de campo emocionado e agradeceu aos torcedores que o apoiaram gritando o nome de sua filha Pilar:
"A torcida cantou o nome da minha filha e foi muito emocionante. Tive até que respirar para me concentrar melhor na partida. Fiquei muito agradecido."
Em julho, o Vasco lançou uma camisa especial com as cores do Uruguai, homenageando o ídolo da torcida cruzmaltina que representou o clube quando disputou a Copa do Mundo de 2014, algo que não acontecia com o clube desde 1998, quando Carlos Germano disputou o Mundial na França. Além disso foi o jogador escolhido para entrar em campo com a camisa 116, em homenagem ao aniversário do clube, comemorado em agosto.

#### 2015 e 2016
Em 2015, foi campeão carioca, sendo esse o seu primeiro título pelo Vasco da Gama, além disso foi eleito novamente o melhor goleiro da competição.
No Campeonato Brasileiro, o goleiro desfalcou a equipe por 17 jogos em razão da Copa América e de alguns amistosos pela Seleção Uruguaia. Ao final do ano, o Cruzmaltino foi novamente rebaixado para a Série-B, porém com Martín em campo, o aproveitamento da equipe foi de 42,8%, o suficiente para ficar na 13ª colocação e não ser rebaixada.
Em 3 de março de 2016, prorrogou seu contrato com o clube até dezembro de 2019. Dois dias depois, completou a marca de 100 jogos com a camisa cruzmaltina, na vitória por 3–1 sobre o Bonsucesso no Estádio de Los Larios, válida pelo Campeonato Carioca. Em maio, foi bicampeão carioca, dessa vez invicto, e novamente foi eleito o melhor goleiro da competição.
Apesar de receber sondagens para jogar a primeira divisão pelo São Paulo, Martín recusou, e disputou mais uma Série-B pelo Cruzmaltino, o que reforçou o seu status de ídolo do clube.

#### 2017
No início do ano, o goleiro novamente recebeu uma proposta, dessa vez para jogar pelo gigante argentino Boca Juniors. A proposta foi novamente recusada pelo ídolo cruzmaltino. Pouco tempo depois, em entrevista, o goleiro falou sobre o assunto, e afirmou que não cogitou sair do clube em nenhum momento:
"Na minha cabeça não passava sair do Vasco. Estou respeitando o contrato no clube, quero reforçar meu compromisso e estou tranquilo. Se estão me especulando fora do Vasco é porque estou fazendo o melhor possível, mas estou tranquilo. Agora não tem nenhuma proposta que possa me tirar do clube."
Mesmo não conseguindo o tricampeonato, foi eleito pela quarta vez seguida o melhor goleiro do Campeonato Carioca. Em 20 de setembro, prorrogou seu contrato com o clube até dezembro de 2020. Em 26 de novembro, diante do Cruzeiro no Mineirão, em jogo válido pela penúltima rodada do Brasileirão, o goleiro fez uma partida excelente, com diversas defesas difíceis, recebendo elogios públicos de jogadores adversários; seu bom desempenho garantiu a vitória cruzmaltina por 1–0, quebrando um tabu sem que o Vasco vencesse o Cruzeiro no Mineirão desde a semifinal do Brasileirão de 2000 (venceu fora de casa por 3–0 em 2011, porém o jogo foi na Arena do Jacaré em Sete Lagoas). A vitória deixou o Gigante da Colina vivo na briga por uma vaga na Copa Libertadores do ano seguinte, obtendo a vaga na última rodada, após vencer a Ponte Preta por 2–1 em São Januário.

#### 2018
Em 31 de janeiro, na estreia da Copa Libertadores, diante do Universidad Concepción no Municipal de Concepción, Martín Silva completou a marca de 200 jogos pelo Gigante da Colina e a equipe goleou o time chileno por 4–0. Na fase seguinte da competição continental, o Vasco havia goleado o Jorge Wilstermann por 4–0 em São Januário, porém, no jogo de volta no Estádio Olímpico Patria, a equipe sofreu com a altitude de Sucre e foi goleada por 4–0, o que levou o jogo para a disputa por pênaltis, onde a estrela do capitão brilhou novamente; o uruguaio defendeu três cobranças e foi o herói da classificação cruzmaltina para a fase de grupos.
Na última partida pela Copa Libertadores desse ano, Martín se tornou o primeiro goleiro daquela edição a dar assistência para um gol (que daria a classificação do Vasco para a Copa Sul-Americana de 2018). No dia 17 de dezembro, Martín Silva e a diretoria vascaína chegaram a um acordo para a sua liberação.

### Libertad
No dia 20 de dezembro de 2018, Martin Silva acertou sua ida para o Libertad, com contrato válido até 2021. Realizou sua estreia na equipe paraguaia em uma partida contra o Sol de América, válida pelo Campeonato Paraguaio (Apertura).

## Seleção Uruguaia
Silva integrou a Seleção do Uruguai desde as categorias de base. Foi o goleiro titular do Uruguai na Copa do Mundo Sub-17 em 1999, e participou também do Sul-Americano Sub-20 nas edições de 2001 e 2003.
Fez sua estreia pela equipe principal do Uruguai em um amistoso contra a Argélia no dia 12 de agosto de 2009, na cidade de Argel (capital da Argélia), onde a Celeste saiu derrotada por 1–0. Sempre como suplente do titular Fernando Muslera, integrou os elencos que disputaram a Copa do Mundo FIFA de 2010, de 2014 e 2018, a Copa América de 2011—onde sagrou-se campeão —, de 2015, 2016 (Centenário) e 2019, além da Copa das Confederações FIFA de 2013.
Em 15 de maio de 2018, teve o seu nome divulgado na lista de Óscar Tabárez dos pré-convocados para a Copa do Mundo.
No dia 30 de maio de 2019, Martín Silva foi convocado para a Copa América realizada no Brasil.

#### Jogos pela Seleção
Abaixo estão listados todos os jogos do futebolista pela Seleção principal do Uruguai. Clique em expandir para ver a lista detalhada dos jogos.
|     | Data                   | Local                 | Resultado | Adversário        | Competição                             |
| --- | ---------------------- | --------------------- | --------- | ----------------- | -------------------------------------- |
| 1.  | 12 de agosto de 2009   | Argel, Argélia        | 0–1       | Argélia           | Amistoso                               |
| 2.  | 23 de junho de 2013    | Recife, Brasil        | 8–0       | Taiti             | Copa das Confederações de 2013         |
| 3.  | 13 de novembro de 2013 | Amman, Jordânia       | 5–0       | Jordânia          | Eliminatórias da Copa do Mundo de 2014 |
| 4.  | 19 de novembro de 2013 | Montevideo, Uruguai   | 0–0       | Jordânia          | Eliminatórias da Copa do Mundo de 2014 |
| 5.  | 8 de setembro de 2014  | Goyang, Coreia do Sul | 1–0       | Coreia do Sul     | Amistoso                               |
| 6.  | 13 de outubro de 2014  | Mascate, Omã          | 3–0       | Omã               | Amistoso                               |
| 7.  | 8 de setembro de 2015  | San José, Costa Rica  | 0–1       | Costa Rica        | Amistoso                               |
| 8.  | 27 de maio de 2016     | Montevideo, Uruguai   | 3–1       | Trinidad e Tobago | Amistoso                               |
| 9.  | 23 de março de 2017    | Montevideo, Uruguai   | 1–4       | Brasil            | Eliminatórias da Copa do Mundo de 2018 |
| 10. | 10 de novembro de 2017 | Varsóvia, Polónia     | 0–0       | Polónia           | Amistoso                               |
| 11. | 14 de novembro de 2017 | Viena, Áustria        | 1–2       | Áustria           | Amistoso                               |

## Estatísticas
Atualizadas até 26 de outubro de 2018

### Clubes
| Clube             | Temporada         | Campeonato nacional | Campeonato nacional | Copa nacional[a] | Copa nacional[a] | Competições internacionais[b] | Competições internacionais[b] | Outros torneios[c] | Outros torneios[c] | Total | Total |
| Clube             | Temporada         | Jogos               | Gols                | Jogos            | Gols             | Jogos                         | Gols                          | Jogos              | Gols               | Jogos | Gols  |
| ----------------- | ----------------- | ------------------- | ------------------- | ---------------- | ---------------- | ----------------------------- | ----------------------------- | ------------------ | ------------------ | ----- | ----- |
| Defensor Sporting | Total             | —                   | —                   | —                | —                | —                             | —                             | —                  | —                  | 212   | 0     |
| Olimpia           | 2011              | —                   | —                   | —                | —                | 6                             | 0                             | —                  | —                  | 6     | 0     |
| Olimpia           | 2012              | 41                  | 1                   | —                | —                | 10                            | 0                             | —                  | —                  | 51    | 1     |
| Olimpia           | 2013              | 23                  | 0                   | —                | —                | 16                            | 0                             | —                  | —                  | 39    | 0     |
| Olimpia           | Total             | 64                  | 1                   | —                | —                | 32                            | 0                             | —                  | —                  | 96    | 1     |
| Vasco da Gama     | 2014              | 25                  | 0                   | 5                | 0                | —                             | —                             | 15                 | 0                  | 45    | 0     |
| Vasco da Gama     | 2015              | 21                  | 0                   | 7                | 0                | —                             | —                             | 19                 | 0                  | 47    | 0     |
| Vasco da Gama     | 2016              | 26                  | 0                   | 7                | 0                | —                             | —                             | 17                 | 0                  | 50    | 0     |
| Vasco da Gama     | 2017              | 35                  | 0                   | 4                | 0                | —                             | —                             | 15                 | 0                  | 54    | 0     |
| Vasco da Gama     | 2018              | 22                  | 0                   | 2                | 0                | 12                            | 0                             | 11                 | 0                  | 47    | 0     |
| Vasco da Gama     | Total             | 129                 | 0                   | 25               | 0                | 12                            | 0                             | 77                 | 0                  | 243   | 0     |
| Total na carreira | Total na carreira | 191                 | 1                   | 25               | 0                | 44                            | 0                             | 77                 | 0                  | 339   | 1     |

- a. ^ Jogos da Copa do Brasil
- b. ^ Jogos da Copa Libertadores da América e Copa Sul-Americana
- c. ^ Jogos de Campeonatos estaduais e Torneios amistosos

### Seleção
| Ano   |       |      |
| Ano   | Jogos | Gols |
| ----- | ----- | ---- |
| 2009  | 1     | 0    |
| 2013  | 3     | 0    |
| 2014  | 2     | 0    |
| 2015  | 1     | 0    |
| 2016  | 1     | 0    |
| 2017  | 3     | 0    |
| Total | 11    | 0    |

## Títulos
Defensor Sporting
- Campeonato Uruguaio: 2007–08

Olimpia
- Campeonato Paraguaio: 2011 (Clausura)

Vasco da Gama
- Campeonato Carioca: 2015 e 2016
- Taça Guanabara: 2016
- Taça Rio: 2017[33]

Libertad
- Copa do Paraguai: 2019
- Campeonato Paraguaio: 2021 (Apertura) e 2022 (Apertura)

Seleção Uruguaia
- Copa América: 2011
- China Cup: 2018

### Prêmios individuais
| Ano  | Premiação                     | Prêmio         | Time          | Resultado |
| ---- | ----------------------------- | -------------- | ------------- | --------- |
| 2011 | Torneo Clausura               | Melhor Goleiro | Club Olimpia  | Venceu    |
| 2013 | Melhores do Futebol (El País) | Melhor Goleiro | Club Olimpia  | Venceu    |
| 2013 | Copa Libertadores da América  | Melhor Goleiro | Club Olimpia  | 2º lugar  |
| 2014 | Selecão do Campeonato Carioca | Melhor Goleiro | Vasco da Gama | Venceu    |
| 2015 | Selecão do Campeonato Carioca | Melhor Goleiro | Vasco da Gama | Venceu    |
| 2016 | Seleção do Campeonato Carioca | Melhor Goleiro | Vasco da Gama | Venceu    |
| 2017 | Seleção do Campeonato Carioca | Melhor Goleiro | Vasco da Gama | Venceu    |

- Futebolista do Ano do Vasco da Gama: 2016 e 2017